# Simon's Town
Simon's Town (en afrikáans: Simonstad), es una pequeña ciudad y una base naval situada en la República Sudafricana, en la provincia Occidental del Cabo.
Se encuentra a orillas de Bahía Falsa, al sur de Ciudad del Cabo.

## Historia

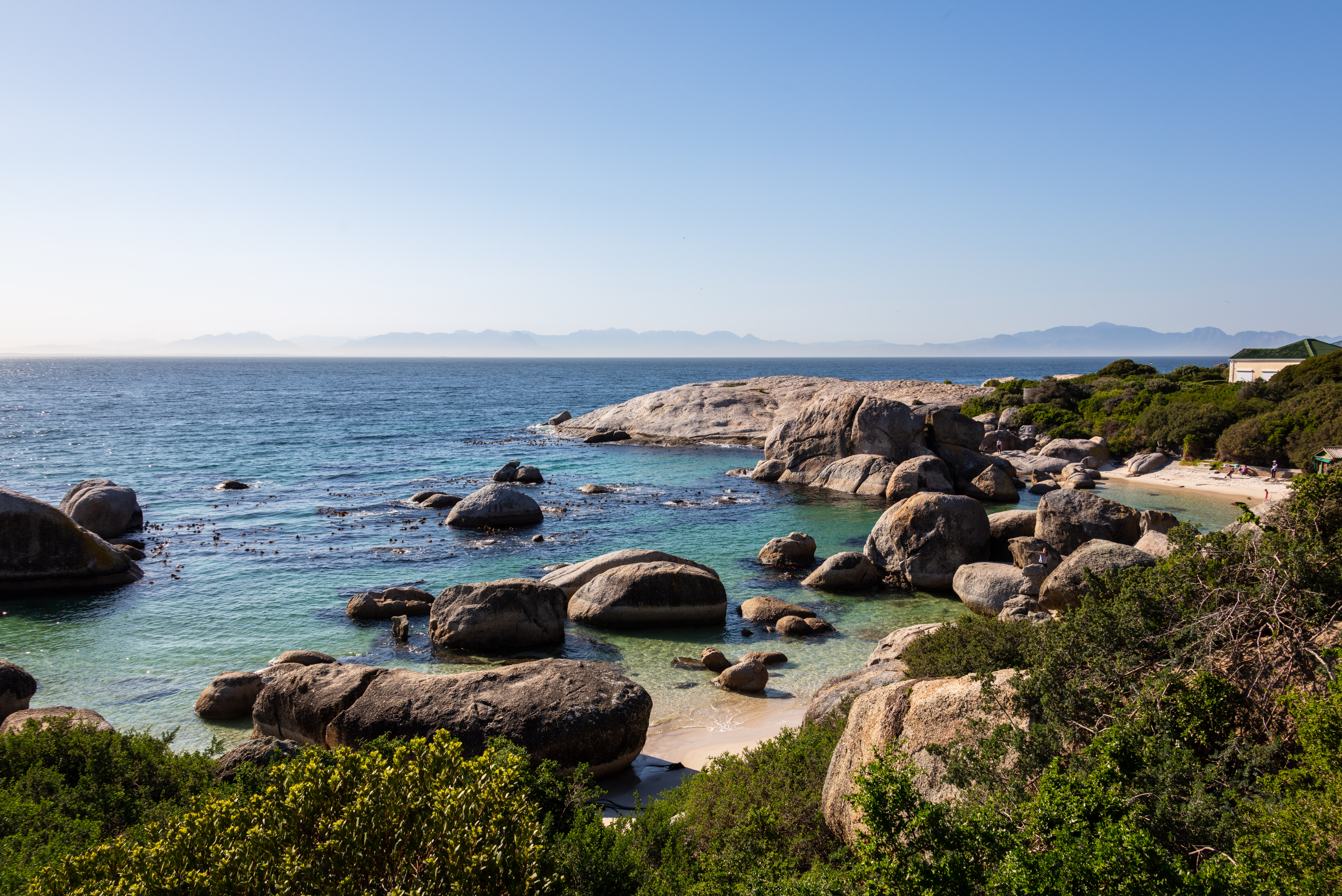
Playa de Boulders.

Llamada al comienzo Simon’s Vlek (Bahía de Simón), su nombre alude a Simon van der Stel, gobernador de la colonia de 1679 a 1697, quien en 1687 eligió el sitio para construir un puerto. Luego de varios naufragios en la bahía de Table Mountain, la Compañía Neerlandesa de las Indias Orientales designó a Simonstown en 1741 como su puerto principal entre los meses de mayo y agosto, para varar en aguas sudafricanas.
A partir de la ocupación británica de la colonia en 1806, el puerto de Simonstad comenzó a cobrar importancia militar y estratégica. Durante dos siglos, la ciudad fue una importante base naval de la Royal Navy, primero, luego de la marina sudafricana. Durante la Segunda Guerra Mundial, la base naval sirvió de refugio a los navíos aliados, aun cuando 125 de ellos fueron hundidos por submarinos alemanes o japoneses. Las baterías de defensa del puerto han sido restauradas y son visibles desde la ruta que conduce de Ciudad del Cabo al puerto. En 1957, la base fue devuelta formalmente a la marina sudafricana.

## Administración municipal
Desde 2000, Simon's Town forma parte de la Municipalidad del Cabo, cuyo alcalde es Helen Zille (Alianza democrática) desde 2006.

## Turismo

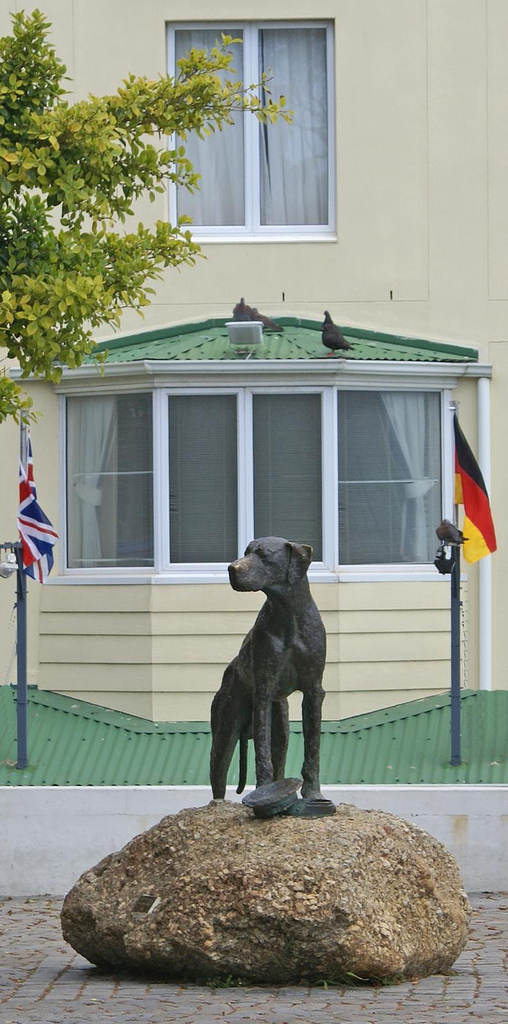
Estatua del marinero de 1a clase "Just Nuisance".

Simon's Town es también un pequeño puerto pesquero y de vacaciones, así como una estación balnearia y turística. La playa de Bouldersstrand acoge desde 1985 una colonia de pingüinos salvajes del Cabo. 

Pingüinos de El Cabo (Spheniscus demersus), Playa de Boulders.

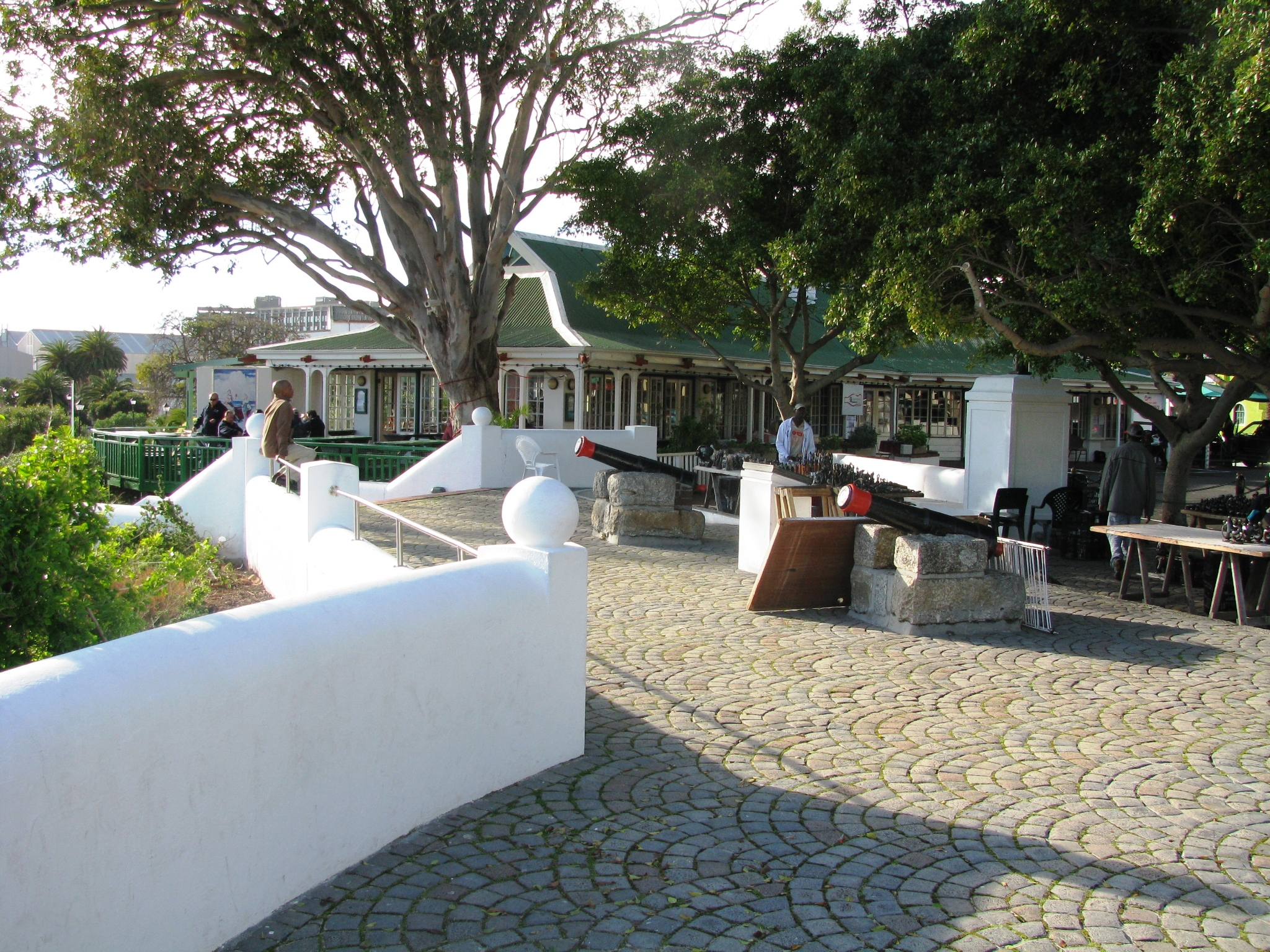
Plaza del Jubileo.

Sobre la Plaza del Jubileo, se yergue la estatua del marinero de 1a clase Just Nuisance, el único perro de la historia oficialmente enrolado en la marina británica. El perro se hizo famoso por su amistad con los marinos, y por haber aprendido a usar el tren; luego de una furiosa protesta de las autoridades de los ferrocarriles, fue enrolado en la marina porque todo marino tenía derecho a viajar gratis en los transportes públicos. Just Nuisance murió en abril de 1944, y fue enterrado en funerales militares con todos los honores de su rango.
La ciudad ha preservado numerosas casa victorianas y monumentos coloniales, como la casa del Almirantazgo (1814) y la capilla Wesleyan (1828); también se puede ver el hospital de la Compañía Neerlandesa de las Indias Orientales (1764), así como museos tal como el Museo Naval de la República Sudafricana.